# Більше ніж життя
Більше ніж життя (англ. Larger Than Life) — дев'ята серія сьомого сезону американського серіалу «Доктор Хаус». Вперше була показана на каналі FOX 17 грудня 2010 року. Хауса має врятувати життя "героя метрополітену" — чоловіка, що кинувся під поїзд, щоб захистити дівчину.

## Сюжет

##### Пацієнт клініки
Рок-музикант Джек разом з дочкою Дейзі заходять в метро і бачать, що на рейках лежить жінка. У неї епілептичний припадок, і вона не реагує на крики людей про наближення потягу. Джек спускається вниз і робить спробу витягнути жінку, але єдине, що встигає - прикрити її своїм тілом. Дивом вони залишаються живі, Джек втрачає свідомість.
Хаус вважає, що причина непритомності і поганого самопочуття Джека криється в пухлині мозку. Цю версію, на його думку, підтверджує і необґрунтований героїзм музиканта - адже він ризикував життям заради абсолютно чужої людини, та ще й на очах у власної доньки. Втім, дослідження не підтвердили пухлину, а стан Джека погіршується. Тоді Хаус висуває нову гіпотезу - Джек і врятована їм дівчина коханці, і в цьому випадку у них може бути одна хвороба на двох. Дівчина приходить відвідати Джека, і всім стає ясно, що вони не знайомі.
Мастерз заявляє, що у пацієнта, швидше за все, якась інфекція. Вона просить його покашляти, щоб відправити мокроту на аналіз. Але у Джека раптово починається дика біль у вухах. Хаус продовжує вважати, що справа в пухлині. Під час люмбальної пункції біль проходить - причина  музиканта не в новоутворенні. Версія Мастерз явно правильна, проте поки робиться аналіз на інфекції, Джек може померти. У нього почалися припадки, і стала відмовляти печінка.
Хаус цікавиться у дружини Джека, чому їх дочка не на навчанні, а всі дні проводить в палаті батька. Виявляється, в школі епідемія вітрянки. Діагноз зрозумілий - Дейзі стала переносником хвороби і заразила свого батька. Після лікування чоловік одужує.

##### ХаусіКадді
Хаус намагається відкрутитися від присутності на дні народження Кадді, де має відбутися знайомство з її матір'ю. Він каже, що вже давно обіцяв Вілсону сходити на кінофестиваль, до того ж Вілсон після розриву з Сем несповна розуму, і його треба підтримати. Кадді відпускає його, але і Вілсону Хаус теж заявляє, що не зможе піти з ним - адже у Кадді день народження. Сам Хаус всього-на-всього мріє провести вечір вдома перед телевізором. Однак Кадді з Вілсоном розгадують його план і вимагають вибрати когось із них. Хаус віддає перевагу Вілсону, після чого Кадді переможно заявляє, що онколог теж запрошений до неї на свято.
Пізніше до Хауса на прийом приходить мати Кадді. Після знайомства з ексцентричною жінкою вечеря у коханої лякає Хауса ще більше, але вибору немає - в призначений час він сидить за святковим столом і слухає монолог майбутньої тещі. Раптово мова її переривається, а Хаус насолоджується ефектом. Він підсипав снодійне їй і Вілсону, щоб провести вечір в тиші удвох з Кадді.
в кінці серії мати Кадді зайшла попрощатися до Хауса і вибачилася за те, що іноді з нею буває складно, а також подякувала, бо вже давно нормально не спала.

## Цікавинки
У відносини Тауба з дружиною повернулася пристрасть і здавалося б, вони переживають відродження почуттів. Але все не так добре, як здається - Тауб ревнує дружину до віртуального прихильника, а вона всіма своїми проблемами бажає ділитися з ним, а не з чоловіком. В результаті Тауб приймає рішення розлучитися.